# Armenia TV
Armenia TV est la plus importante chaîne de télévision généraliste privée arménienne.

## Histoire
La chaîne est créée au début de l'année 1999 et dès la fin de l'année obtient des résultats satisfaisants récompensés par des concours européens. C'est ainsi qu'en 2000, le gouvernement lui octroie le droit d'émettre sur tout le territoire arménien et Armenia TV s'équipe de moyens de retransmission par satellite (Intelsat). En 2001, le propriétaire de la Cascade, Gerard Cafesjian, devient actionnaire de la chaîne.
Les années suivantes, le succès étant toujours au rendez-vous, la chaîne continue sa progression et ses investissements. Elle obtient les droits de diffusion du championnat d'Italie de football ainsi que de la Coupe du monde 2002, investit dans la construction de nouveaux locaux et studios.
En 2005 et 2006, la chaîne acquiert des droits de diffusion pour le tournoi de tennis de Wimbledon, les championnats américains de boxe, la coupe de l'UEFA et signe des accords avec la Warner Bros et Universal pour la diffusion de films et de séries télévisées.

## Organisation

### Dirigeants
La société Armenia TV Company est actuellement dirigée par Bagrat Sargsyan.

### Programmes
En tant que chaîne généraliste numéro un en Arménie, elle est assez comparable à TF1 : diffusion de journaux télévisés, jeux, séries et films récents du blockbuster.

### Siège et studios
Pour remplacer les précédents, de nouveaux locaux sont construits en 2002 sur 32 500 m2 à Erevan et par ailleurs, la chaîne possède aussi d'autres studios d'une superficie de 10 000 m2.
Armenia TV possède sept studios dont un studio virtuel, un studio pour les émissions en direct et le studio d'enregistrement des journaux télévisés. Le principal (no 2), avec ses 2 000 m2, est le plus vaste de la région.